# Monoethanolamine oleate
Monoethanolamine oleate (đúng ethanolammonium oleate) là một tác nhân chống vi rút. Nó là một loại muối được hình thành bởi phản ứng axit-base Lowry-Brønsted giữa monoethanolamine và axit oleic, được đặt tên một cách có hệ thống là 2-hydroxyethylammonium (9Z) -octadecenoate và có công thức cấu trúc [CH3 (CH 2) 7 CH = CH (CH2) 2) 7 CO 2 ] [H 3 NCH 2 CH 2 OH]. Nó được tiêm tại chỗ vào các biến thể để gây ra xơ cứng của tĩnh mạch bất thường.